# Offensive des Asturies
Guerre d'Espagne
L'offensive des Asturies désigne la campagne de la guerre d'Espagne durant laquelle les forces nationalistes repoussèrent les troupes républicaines et finalisèrent la campagne du Nord, mettant fin à la résistance républicaine du nord de l'Espagne. Faisant suite à la campagne de Biscaye et à l'offensive de Cantabrie, elle s'étala entre le 1er septembre et le 21 octobre 1937. Elle comprend plusieurs batailles majeures, à commencer par celle de El Mazuco, au mois de septembre 1937, qui accéléra la chute des Asturies.

## Contexte

### Conditions stratégiques
Après les défaites républicaines en Biscaye et en Cantabrie, le territoire loyal à la République se retrouvait réduit à une petite enclave, correspondant aux seules Asturies, excepté la ville d'Oviedo, tenue fermement par les nationalistes depuis octobre 1936. À partir de mars 1937, les nationalistes avaient concentré leurs efforts sur le front du Nord, les républicains ne réussissant pas à mener des offensives victorieuses capables de détourner durablement les nationalistes du Nord — batailles de Brunete, près de Madrid, puis de Belchite en Aragon. La chute de Santander, le 26 août 1936, amena les dernières forces républicaines à se concentrer dans les Asturies, région la plus éloignée du reste des forces républicaines espagnoles, ce qui gênait les communications avec elle, mais aussi la capacité des républicains à envoyer des renforts d'aviation ou d'artillerie.

### Forces en présence

#### Forces nationalistes
Les troupes nationalistes ne s'arrêtent que quelques jours après la prise de Santander et reprirent leur marche vers l'ouest dès les derniers jours du mois d'août.

#### Forces républicaines
À Gijón, les leaders républicains asturiens considèrent que le déroulement des opérations militaires ne leur permet plus d'attendre les ordres du gouvernement républicain de Juan Negrín. Ils décident de former un Conseil souverain des Asturies et de León (Consejo Soberano de Asturias y León), dirigé par Belarmino Tomás. Ce Conseil place sous sa seule autorité l'ensemble des moyens de la République en zone Nord, y compris les autorités des Conseils régionaux de défense de Santander (Consejo Interprovincial de Santander, Palencia y Burgos) et d'Euskadi (Consejo de Defensa de Euskadi), mais surtout l'ensemble des troupes républicaines. Ces hommes sont placés sous le commandement du colonel Adolfo Prada Vaquero, substitué au général Mariano Gamir Ulibarri depuis le 29 août.

## Déroulement de la campagne
Les opérations comprennent plusieurs opérations successives ou concomitantes :
- les premières opérations ont lieu à partir du 1er septembre 1937, et sont concentrées sur les villes à l'est des Asturies, comme Llanes, tombée le 5 septembre ;
- les troupes républicaines organisent la résistance lors de la bataille d'El Mazuco, près de Llanes, à partir du 5 septembre. Après 2 semaines de violents combats, marqués par un usage intensif des bombardements aériens, les républicains doivent reculer le 22 septembre, avant l'arrivée de l'hiver, qui aurait pu ralentir les nationalistes ;
- profitant de l'échec républicain, les nationalistes avancent le long de la côte Cantabrique et prennent Ribadesella le 18 septembre, puis Covadonga le 1er octobre. La résistance républicaine, favorisée par le terrain montagneux, pâtit cependant du manque de munitions et de protection aérienne. Le 10 octobre, les nationalistes traversent le río Sella et s'emparent de Cangas de Onís. Le 20 octobre, les troupes du général Antonio Aranda, venues du sud, font leur jonction avec les forces du général José Solchaga arrivant par l'est à Infiesto (es), repoussant les républicains entre Pola de Laviana et Villaviciosa, à 25 km de Gijón ;
- le 20 octobre, le Conseil des Asturies et de León convoque sa dernière assemblée à midi, en présence du colonel Prada, et ordonne l'évacuation immédiate par voie maritime des chefs militaires et des civils qui le souhaitent. Au soir du 21 octobre, les soldats nationalistes de la 4e brigade Navarra s'emparent des derniers bastions de résistance à Avilés et Gijón, où résistent les derniers soldats républicains : c'est la chute définitive des Asturies.